# Canachus harpyia
Canachus harpyia är en insektsart som beskrevs av Ludwig Redtenbacher 1908. Canachus harpyia ingår i släktet Canachus och familjen Phasmatidae. Inga underarter finns listade.